# Gavriil Kačalin
Gavriil Kačalin (17. ledna 1911 Moskva – 23. května 1995 Moskva) byl sovětský fotbalista a fotbalový trenér.
Hrál za Dinamo Moskva na postu záložníka.
Jako trenér vyhrál se Sovětským svazem ME 1960 a OH 1956 a byl na třech MS (1958, 1962 a 1970).

## Úspěchy

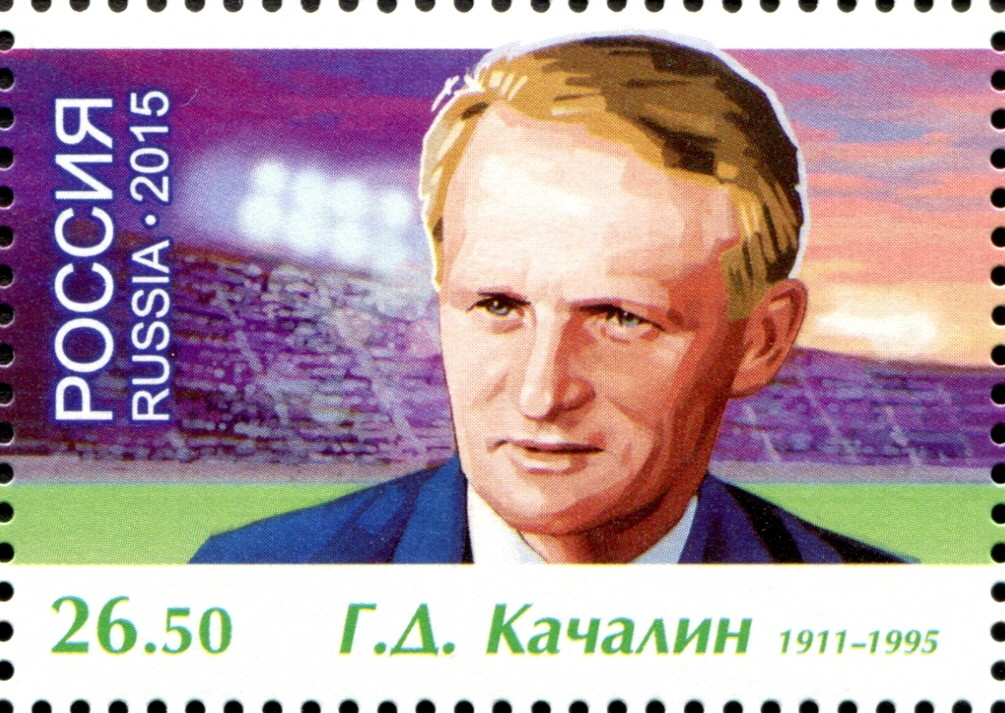
Kačalin na ruské známce z roku 2015

### Hráč
Dinamo Moskva
- Sovětská liga: 1937, 1940
- Sovětský pohár: 1937

### Trenér
SSSR
- Mistrovství Evropy: 1960
- Olympijské hry: 1956

Dinamo Tbilisi
- Sovětská liga: 1964